# フマ

ウズベキスタンの国章のフマ

フマはペルシア神話上の伝説の鳥。ペルシアのフェニックスと呼ばれることもあるが、実際には中国の吉兆の鳥、鳳凰と似ている部分が多い。例えば、雌雄を兼ね備えているところがある。だが、フマの場合は半分が雄で、もう半分が雌である。
フマはその影の落ちかかった者すべてに恩恵を与え、ほんのわずかな間でも、その頭に乗ることのできた幸運のものは、王になることが期待できる。